# Hotta Shuhei
Shuhei Hotta (堀田 秀平 Hotta Shūhei, sinh ngày 12 tháng 5 năm 1989 ở Chiba) là một cầu thủ bóng đá người Nhật Bản hiện tại thi đấu cho Ehime FC.

## Sự nghiệp
Trước đó anh thi đấu cho Consadole Sapporo và Kashiwa Reysol.

## Thống kê sự nghiệp câu lạc bộ
Cập nhật đến ngày 23 tháng 2 năm 2017.
| Thành tích câu lạc bộ | Thành tích câu lạc bộ     | Thành tích câu lạc bộ | Giải vô địch | Giải vô địch | Cúp                   | Cúp                   | Cúp Liên đoàn | Cúp Liên đoàn | Tổng cộng | Tổng cộng |
| Mùa giải              | Câu lạc bộ                | Giải vô địch          | Số trận      | Bàn thắng    | Số trận               | Bàn thắng             | Số trận       | Bàn thắng     | Số trận   | Bàn thắng |
| Nhật Bản              | Nhật Bản                  | Nhật Bản              | Giải vô địch | Giải vô địch | Cúp Hoàng đế Nhật Bản | Cúp Hoàng đế Nhật Bản | Cúp Liên đoàn | Cúp Liên đoàn | Tổng cộng | Tổng cộng |
| --------------------- | ------------------------- | --------------------- | ------------ | ------------ | --------------------- | --------------------- | ------------- | ------------- | --------- | --------- |
| 2008                  | Consadole Sapporo         | J1 League             | 0            | 0            | 0                     | 0                     | 0             | 0             | 0         | 0         |
| 2009                  | Consadole Sapporo         | J2 League             | 0            | 0            | 0                     | 0                     | –             | –             | 0         | 0         |
| 2010                  | Consadole Sapporo         | J2 League             | 2            | 0            | 0                     | 0                     | –             | –             | 2         | 0         |
| Singapore             | Singapore                 | Singapore             | Giải vô địch | Giải vô địch | Cúp bóng đá Singapore | Cúp bóng đá Singapore | Cúp Liên đoàn | Cúp Liên đoàn | Tổng cộng | Tổng cộng |
| 2011                  | Albirex Niigata Singapore | S.League              | 24           | 1            | 4                     | 0                     | 3             | 1             | 31        | 2         |
| 2012                  | Albirex Niigata Singapore | S.League              | 21           | 1            | 3                     | 0                     | 2             | 0             | 26        | 1         |
| 2013                  | Albirex Niigata Singapore | S.League              | 21           | 0            | 1                     | 0                     | 1             | 0             | 23        | 0         |
| 2014                  | Albirex Niigata Singapore | S.League              | 11           | 4            | 0                     | 0                     | 0             | 0             | 11        | 4         |
| Nhật Bản              | Nhật Bản                  | Nhật Bản              | Giải vô địch | Giải vô địch | Cúp Hoàng đế Nhật Bản | Cúp Hoàng đế Nhật Bản | Cúp Liên đoàn | Cúp Liên đoàn | Tổng cộng | Tổng cộng |
| 2016                  | Blaublitz Akita           | J3 League             | 22           | 0            | 0                     | 0                     | –             | –             | 22        | 0         |
| Tổng cộng             | Nhật Bản                  | Nhật Bản              | 24           | 0            | 0                     | 0                     | 0             | 0             | 24        | 0         |
| Tổng cộng             | Singapore                 | Singapore             | 77           | 2            | 8                     | 0                     | 6             | 1             | 91        | 3         |
| Tổng cộng sự nghiệp   | Tổng cộng sự nghiệp       | Tổng cộng sự nghiệp   | 101          | 2            | 8                     | 0                     | 6             | 1             | 115       | 3         |

## Danh hiệu

### Câu lạc bộ
Cúp Liên đoàn bóng đá Singapore
- 2011: Vô địch